# Bulbophyllum arcuatilabium
Bulbophyllum arcuatilabium är en orkidéart som beskrevs av Leonid Vladimirovitj Averjanov. Bulbophyllum arcuatilabium ingår i släktet Bulbophyllum och familjen orkidéer.
Artens utbredningsområde är Vietnam. Inga underarter finns listade i Catalogue of Life.